# Данг (монета)
Данг, даник — название дирхема или его дробной части в улусах Золотой Орды. Чеканились данги несистематически в 1311—1412 годах и весили в среднем 1—1,5 грамма. Данг равнялся 16 пулам.

## Этимология
Слово «данг» (распространённый вариант названия — «даник») имеет персидское происхождение (др.-перс. δανάκη, пехл. dāng или перс. dānag‎) и переводится как «часть» чего-то мелкого. Русское слово «деньга» впервые упоминается в 1361 году и, вероятно, было заимствовано через посредство тюркских или монгольских языков: чагат., тат. тәңкә («деньги, серебряная монета»), чув. тенкĕ, каз. теңге («тенге»), монг. teŋge, калм. tēŋgn («мелкая серебряная монета»). В записях Афанасия Никитина встречается также вариант тенка.

## Чеканки дангов
В 1310 году во времена правления хана Золотой Орды Тохты была проведена денежная реформа. В 1311 (710 год Хиджры) году, во времена его правления, в обращение была введена новая денежная единица — серебряный данг заменил название дирхам. На то время торговцы и ханы Золотой Орды сбережения хранили в сумах — слитках массой 198—202 г. Из этих слитков чеканились монеты для расчётов — с одного весового сума чеканилось 120 дангов. В восточных летописях данг упоминается как дирхам, а в западных источниках как аспр. В среднем, во второй половине XIV века лошадь стоила 60—200 дангов, средний заработный доход на человека в Крыму в эти времена составлял от 100 до 170 дангов. Изменение веса и пробы в серебряных монетах в первую очередь зависело от политической ситуации в Золотой Орде. Во время войн содержание чистого серебра в монетах уменьшалось, во время стабильности содержимое возвращался на предыдущий уровень. Чеканка дангов происходила на монетных дворах Сарай ал-Джадиди, Сарай-ал-Махруси, Гюлистан ал-Джедиде, Азаке, Кефи, Увеке и др.
Новая денежная единица попадала в обращение на различных ставках в разные периоды. Например, в Крыму они появились во времена правления хана Шадибека (1399—1408). В некоторых ставках серебряные монеты продолжали называть дирхамами. На аверсе и реверсе монет обычно чеканилось имя хана с пожеланиями длительного правления и указывалось место чеканки, а также дата. Графические элементы на дангах, в отличие от пулов, чеканили нечасто. Лишь в последние годы чеканки изображалась решетка счастья, или узлы долголетия. На медных пулах, обычно, чеканились обозначения соотношения мелких монет к дангу: «16 монет один данг». Средняя масса монет — 1—1,5 г. Во времена Тимур-хана (1411—1412) чеканились последние данги.